# Cerapachys xizangensis
Cerapachys xizangensis är en myrart som beskrevs av Tang och Li 1982. Cerapachys xizangensis ingår i släktet Cerapachys och familjen myror. Inga underarter finns listade i Catalogue of Life.